# Książę mgły
Książę mgły (hiszp. El Príncipe de la Niebla) – powieść hiszpańskiego pisarza Carlosa Ruiza Zafóna. Swą światową premierę w Hiszpanii książka miała w 1993 r., zaś w Polsce w 2010 r.

## Bohaterowie
- Max Carver
- Alicja Carver
- Jacob Fleischman = Roland
- Irina Carver
- Victor Kray = Latarnik
- Kain = Książę Mgły
- Maximilian Carver
- Andrea Carver
- Eva Gray
- Richard Fleischman
- Filip
- Robin

## Fabuła
Rodzina Carverów (trójka dzieci, Max, Alicja, Irina, i ich rodzice) przeprowadza się w roku 1943 do małej osady rybackiej na wybrzeżu Atlantyku. Zamieszkuje w domu niegdyś należącym do rodziny Fleischmanów, których dziewięcioletni syn Jacob utonął w morzu. Od pierwszych dni dzieją się tutaj dziwne rzeczy; nocą w ogrodzie Max widzi posągi artystów cyrkowych. Dzieci poznają kilkunastoletniego Rolanda, od którego dowiadują się różnych ciekawostek o miasteczku i o zatopionym pod koniec pierwszej wojny statku. Poznają także dziadka Rolanda, latarnika Victora Kraya. To on opowie im o złym czarowniku, Księciu Mgły, który gotów jest spełnić każdą prośbę lub życzenie, ale w zamian żąda bardzo wiele. Coś, co dzieciom wydaje się jeszcze jedną miejscową legendą, szybko okazuje się zatrważającą prawdą.